# Œuvre d'Orient (bulletin)
Pour l’article homonyme, voir L'Œuvre d'Orient.
Œuvre d'Orient, à l'origine nommée Œuvre des Écoles d'Orient, est un bulletin périodique publié par l'association L'Œuvre d'Orient. Ce bulletin trimestriel est édité sans interruption depuis la parution du 1er numéro au mois de novembre 1857. En 2017, la Bibliothèque nationale de France a entrepris de numériser tous les numéros publiés de la revue et de les mettre à disposition sur son site.

## Historique

### Le contexte historique
À la fin du XVIIIe siècle, des communautés religieuses catholiques commencent à installer des écoles pour garçons au Proche-Orient dans les zones contrôlées par l'Empire ottoman : Syrie, Irak, Égypte, Iran. Au XIXe siècle, des écoles pour jeunes filles sont également ouvertes. Des  congrégations religieuses féminines s'installent, créant des dispensaires et des hôpitaux. Les écoles, soutenues par des chrétiens occidentaux (surtout français), créent un lien avec les Églises orientales. La formation de nouvelles élites intellectuelles apporte un développement de la vie culturelle des grandes villes, comme Alep, Istanbul, Mossoul, Damas, Bagdad, Alexandrie ou Le Caire, et contribue à la renaissance arabe moderne,.
Le 4 avril 1856, deux professeurs du Collège  de France, Augustin Cauchy et Charles Lenormant, fondent l'Œuvre des Écoles d'Orient,, une association ayant pour but de soutenir les écoles des congrégations religieuses implantées dans l’Empire ottoman. Si le directeur est un religieux, les membres du conseil d'administration sont des laïcs. À partir de 1857, l'association publie un bulletin qui diffuse des informations sur ses activités.

### La publication

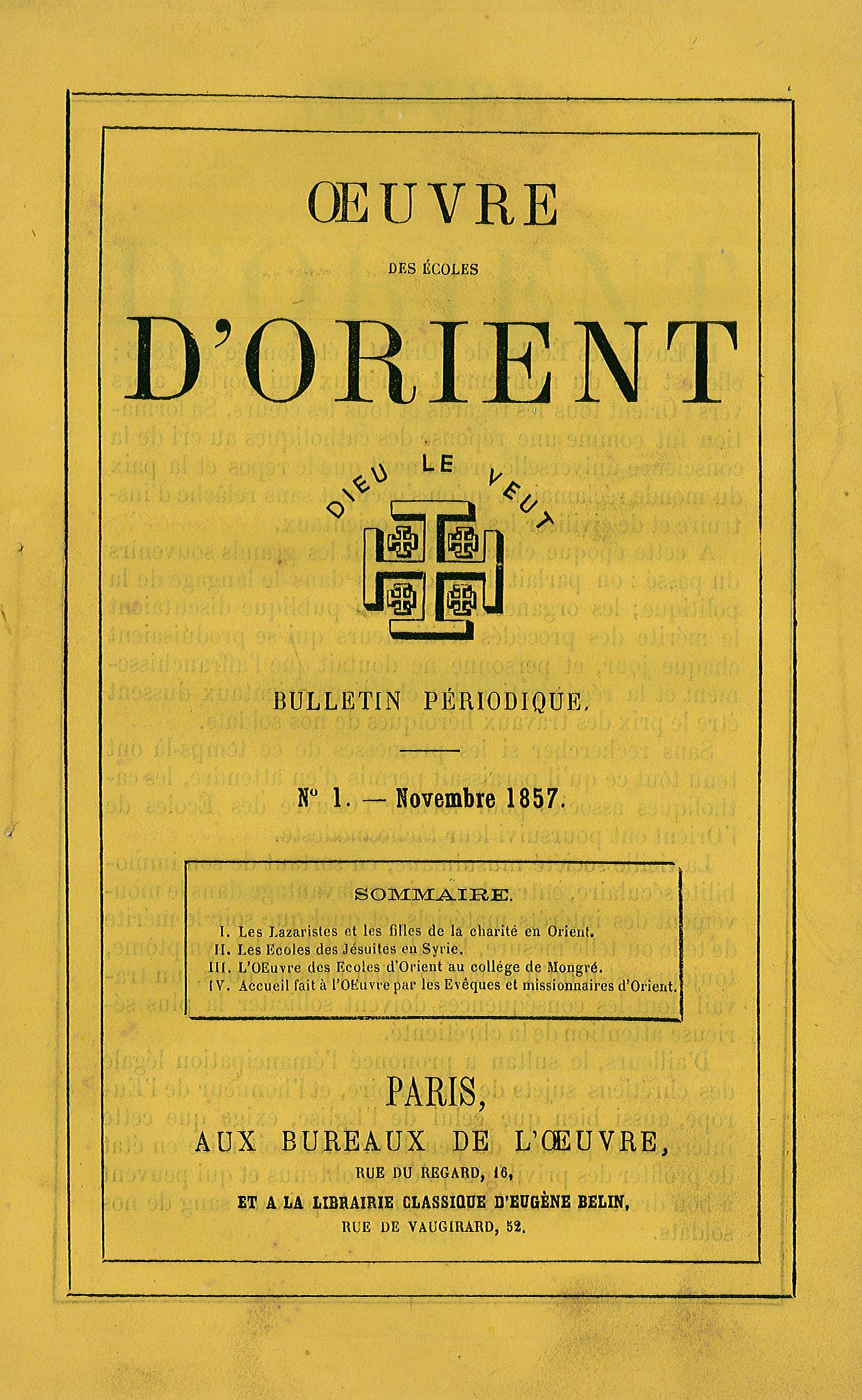
Couverture du Bulletin de l'Œuvre des écoles d'Orient, no 1, du mois de novembre 1857.

Le premier numéro est publié en novembre 1857, un an après la création de l'association L'Œuvre d'Orient. Ce bulletin laisse une « large place à l’enseignement ». Dans le premier numéro, le père Étienne (supérieur de la mission des Lazaristes) décrit les établissements scolaires de l’Empire ottoman : Constantinople, Smyrne, Salonique, Santorin, Damas, Alep, Tripoli et Antoura. Un autre article présente les écoles et orphelinats de Zahlé, Bikfaya, Beyrouth et Ghazir tenus par les Jésuites. En 1860, les massacres de chrétiens dans le Chouf libanais amènent l’association à ouvrir des orphelinats couplés à des écoles. Cette situation est relatée dans le bulletin,. Si la publication présente quatre numéros par an depuis l'année 1999, les années précédentes ont pu voir un nombre légèrement supérieur (cinq ou six dans l'année).
Le bulletin édite fin 2018 le no 793. Estimant que cette revue « représente une source d'informations extraordinaire pour les chercheurs, historiens », l'Œuvre d'Orient, en partenariat avec la BNF, entreprend en 2017 une opération de numérisation de tous les numéros. Ceux-ci sont accessibles sur le site de Gallica. Début 2018, près de la moitié des publications sont disponibles sur le site de Gallica,.

## Présentation de la revue

### Fabrication et modifications
Œuvre d'Orient est un bulletin de liaison pour informer les adhérents et donateurs de L’Œuvre d'Orient sur l’état des missions et communautés chrétiennes orientales, les faire connaître du grand public : c'est un support pour promouvoir L’Œuvre d’Orient auprès des Français et des potentiels donateurs, voir l'article de Frédéric Eleuche, "Le Proche-Orient entre 1918 et 1936 vu par une revue catholique". Depuis la parution du 1er numéro, au mois de novembre 1857, la fabrication du bulletin est artisanale, assurée par la direction de L’Œuvre et un ou deux employés en collaboration avec le directeur qui est son rédacteur en chef. Certains directeurs se sont beaucoup investis dans l’écriture d’articles comme Mgr Charmetant, Mgr Charles Lagier, Mgr Georges Marolleau et Mgr Jean Maksud. Une importante modernisation a été apportée par Mgr Philippe Brizard et la dernière est arrivée récemment avec le numéro 797 d’octobre, novembre, décembre 2019.

La croix de Jérusalem.

Depuis sa création en novembre 1857 et jusqu’au numéro 750, du 1er trimestre 2008, la couverture du bulletin était jaune, mais plusieurs changements ont jalonné son évolution. À partir du numéro 401, du mois de juin 1931, l’Œuvre des écoles d’Orient est renommée Œuvre d’Orient. Le numéro 410, du mois de décembre 1932, voit l’apparition de la carte géographique sur la 4e de couverture. La publication de la carte géographique est interrompue entre le numéro 455, d’avril 1945, et le numéro 473, du mois de décembre 1950. Les pages de couverture sont comptées comme des pages à partir du numéro 467, du mois de mai–juin 1949. Le sommaire n’est plus sur la 1re page de couverture mais sur la 3e page à partir du numéro 613, du mois de décembre 1978. Une photo illustre le sommaire à partir du numéro 615, du mois d’avril 1979.

Un changement de la présentation de la carte géographique sur la 4e de couverture intervient à partir du numéro 640, du mois d’avril 1984. La couleur jaune de couverture est plus soutenue et la carte de la 4e de couverture est en trois couleurs avec la parution du numéro 659, du mois de février 1988. À partir du numéro 660, du mois d’avril 1988, une icône en couleur a fait son apparition sur la 2e de couverture, voire sur la 3e de couverture. À l’occasion du Jubilé de l’an 2000, la croix de Jérusalem est remplacée par le logo du jubilé, puis par une rosace chaldéenne, à partir du numéro 717, du 4e trimestre de 1999 et jusqu’au numéro 738, du 1er trimestre 2005. Une explication de l’icône est publiée à partir du numéro 722, du 1er trimestre 2001.
À partir du numéro 739, du 2e trimestre 2005, la croix de Jérusalem de la 1re est de couleur rouge. Un changement de visuel s’opère à partir du numéro 750, du 1er trimestre 2008, avec une nouvelle mise en page et un changement de la carte sur la 4e. La couleur jaune historique qui symbolise l’Œuvre d’Orient n’est pratiquement plus visible. Elle cède la place à une couverture blanche avec un résidu jaune en bande verticale avec un quart inférieur en rouge.
Le Bulletin de L’Œuvre d’Orient a gardé pratiquement la même physionomie intérieure de son premier numéro jusqu’au numéro 796, malgré les améliorations apportées pour lui donner une apparence qui accompagne l’évolution du monde de l’édition et le faire profiter du progrès. Sa mise en page laissait la totale liberté à son rédacteur de juger du contenu, longueur et hiérarchisation des articles. Il est demeuré identique pendant 162 ans. Un Changement Radical s’opère avec le numéro 797 d’octobre, novembre, décembre 2019 avec une photo sur la première page de couverture. La mise en page est sur deux colonnes par page. L’édito est placé à la troisième page, le sommaire est à la cinquième page et ses rubriques sont appelées : grand angle, décryptage, histoire, vos dons en action, vie des Églises d’Orient, lexique, agenda, infos pratiques. Il est un peu plus grand, format 15x21 cm, rares sont les pages sans photo et leur nombre a fortement augmenté. La nouvelle formule est plus tournée vers l’actualité et les réalisations de l’Œuvre. Elle n’offre plus la possibilité de traiter et publier un sujet sur plusieurs numéros. Chaque numéro est conçu pour qu’il offre une vue globale sur un sujet central.

### Rythme de parution et contenu
Le rythme de parutions annuelles et le nombre de pages ont varié tout au long de l'existence de L'Œuvre d'Orient. Actuellement, la revue est éditée trimestriellement sous forme d'un livret au format 15 × 21 cm. Chaque livraison compte environ 50 pages. La numérotation des pages est, en général, consécutive sur une période allant de 2 à 3 ans selon le nombre de pages de chaque numéro. Les bulletins sont alors regroupés en un volume de 300 à 500 pages. La remise à zéro du compteur se fait sur le numéro de janvier-février-mars.
Des exceptions ont jalonné la publication du bulletin, en particulier durant les périodes de guerre : certains volumes s'étendent sur une période plus longue (volume XXXVIII, 1940-1947).
En début de livret, un sommaire recense la dizaine de chapitres que compte chaque numéro. Les articles donnent des informations sur les  communautés chrétiennes du Proche-Orient, ainsi que sur les activités de l'association. Elle fournit également des données sur la vie économique et la situation politique des différents pays, ainsi que sur la diaspora des chrétiens d'Orient.